# Montserrat Caballé
Montserrat Caballé, egentligen María de Montserrat Bibiana Concepción Caballé i Folch, född 12 april 1933 i Barcelona, Katalonien, Spanien, död 6 oktober 2018 i Barcelona, var en spansk operasångerska (sopran). Caballé fick sin utbildning vid Liceukonservatoriet i Barcelona och i Milano. Hon debuterade 1956 som Mimì i La Bohème av Puccini på Baseloperan i Schweiz. Därefter sjöng hon i Bremen i Tyskland och fick uppmärksamhet 1965 när hon gjorde grevinnan i Mozarts Figaros bröllop i Glyndebourne i England och fältmarskalkinnan i Rosenkavaljeren av Richard Strauss. Samma år debuterade hon på Metropolitan i New York i USA där hon framgångsrikt framförde sällan uppförda operor av Bellini och Donizetti. Till hennes glanspartier hör Adriana i Cileas Adriana Lecouvreur, Madeleine i Giordanos Andrea Chénier, Bellinis Norma och Violetta i La traviata.
Caballé gjorde även karriär inom populärmusiken då hon tillsammans med sångaren i det brittiska rockbandet Queen, Freddie Mercury, sjöng in och framförde låten Barcelona som följdes av ett album med samma namn 1988. Låten blev hymn vid OS i Barcelona 1992.
Caballé gästspelade i Sverige ett flertal gånger, alltid i konsertanta framföranden.

## Kuriosa
Namnet Montserrat kommer från det katalanska berget (och helgedomen) med samma namn.